# Ремігіан Залеський
Ремігіан з Отока Залеський гербу Доленга (пол. Remigian Zaleski; нар. 1595 — пом. 22 квітня 1645) — державний діяч Речі Посполитої.

## Біографія
Представник польського шляхетського роду Залеських герба Доленга. Син ловчого серадського Миколи Залеського та Катарини Бєлдовської, дочки каштеляна бжезинського Павла Бєлдовського. Брат — Александр Залеський (1599—1651).
Протягом життя обіймав числені уряди, а саме: королівський писар (1611), королівський секретар (1613—1623), писар ленчицький (1620—1627), ловчий серадзький (1620), укладач коронних метрик великої канцелярії (1620), укладач коронних метрик малої канцелярії (1620—1623), автор коронних метрик (1624, 1626), староста велюнський (1626), староста варецький і бобровницький, староста остерський (1626), коронний референдарій (1634—1645), каштелян ленчицький (1640—1645).
Депутат сейму 1620 року та сейму 1621 року від Ленчицького воєводства. Як земельний писар із Ленчиці, він був членом Сейму у 1623, а також 1624 рр. Депутат сейму 1627 року від Ленчицького воєводства. На сеймі 1627 року він був призначений королем для перевірки королівських маєтків у Брацлаві, Києві та Поділлі. Член коронаційного сейму 1633 і сейму 1634. В 1641 р. брав участь у виправленні коронного статуту.
Як сенатор він брав участь у сеймах 1640, 1641 та 1642 років.
Помер у Варшаві, і був похований у колегіальній церкві Святого Яна.

## Родина
Від шлюбу з Анною Мельжинською, дочкою гнезненського каштеляна Лукаша Мельжинського, у нього була дочка Тереза яка вийшла за Адама Уріеля Чарнковського. Онукою останніх була королева Речі Посполитої Катарина Лещинська — мати королеви Франції Марії Лещинської і Анни Лещинської.